# Ruth Ogbeifo
Ruth Ogbeifo (* 18. April 1972) ist eine nigerianische Gewichtheberin.
Ihren größten Erfolg feierte Ruth Ogbeifo bei den Olympischen Sommerspielen 2000 in Sydney, wo sie in der Gewichtsklasse bis 75 kg die Silbermedaille mit einer Gesamtleistung 245 kg erringen konnte. Für Nigeria gewann sie zudem die Bronzemedaille bei der Weltmeisterschaft 1999 in der Gewichtsklasse bis 75 kg.